# Pseudohyaleucerea splendens
Pseudohyaleucerea splendens är en fjärilsart som beskrevs av Druce 1888. Pseudohyaleucerea splendens ingår i släktet Pseudohyaleucerea och familjen björnspinnare. Inga underarter finns listade.